# Никольский, Тимофей Ферапонтович
Тимофей Ферапонтович Никольский (1788—1848) — русский священнослужитель, протоиерей; цензор.

## Биография
Учился в Тамбовской духовной семинарии и, с 1809 года, в Санкт-Петербургской духовной академии, которую окончил в 1814 году магистром I курса. Был оставлен при академии бакалавром философских наук и, по указанию ректора архимандрита Филарета, с 6 октября — помощником библиотекаря; 16 октября 1816 года принял сан священника церкви при Пажеском корпусе с принятием должности законоучителя. В октябре 1817 года был избран действительным членом академической Конференции (коллегиального органа управления) и оставался им до конца жизни.
В 1821 году ушёл в отставку. С 17 июня 1825 года стал членом Комитета для рассмотрения вредных книг, с 1 ноября 1829 — членом Санкт-Петербургской духовной консистории, с 1835 года — членом Санкт-Петербургского статистического комитета, с 30 сентября 1842 года — членом Санкт-Петербургского Комитета духовной цензуры и Комитета для рассмотрения конспектов и руководств к преподаванию учебных предметов в семинариях.
С 15 января 1826 года был священником петербургской Владимирской церкви, затем — протоиереем Знаменской церкви (с 22.10.1829), настоятелем Спасо-Сенновской Успенской церкви (с 24.07.1831), Никольского морского собора (с 7.12.1831) — с назначением благочинным «над 24 церквами адмиралтейской стороны». В 1835 году он был определён присутствующим в Санкт-Петербургский статистический комитет.
С 16 марта 1846 года он был определён старшим протоиереем Казанского собора.
Начиная с 1831 года он был цензором проповедей; с 1835 года следил за благочинием Исаакиевского собора; с 1842 года — член комитета духовной цензуры.
Известен цензурным запретом книги Н. В. Гоголя «Выбранные места из переписки с друзьями» в 1846 году, впоследствии разрешённой к печати Святейшим Синодом:
Поперёк текста (вдоль листа) на первой странице автографа рукой духовного цензора написано: «Не может быть напечатана», а на следующей странице продолжено: «…потому что понятия о Церкви Рус<с>кой и Духовенстве конфузны. Цензор Протоиерей Тимофей Никольский. Окт<ября> 1го 1846 года» (л. 7—7 об. или с. 21—22 авторской пагинации). Далее имеется аналогичная надпись: «Не может быть напечатано. Цензор», на обороте листа продолжено: «Протоиерей Тимофей Никольский» (л. 8—8 об. или с. 23—24)
В то же время богословская литература обязана ему появлением «Истории русской церкви, синодальный период» архимандрита Филарета и «Памятники древней христианской церкви» И. Ветринского, за цензурное разрешение которых он подвергся неприятностям со стороны власти.
Из его собственных сочинений были напечатаны:
- О богопознании и о богопочитании (Писано для камер-пажей и пажей…) Архивная копия от 4 мая 2018 на Wayback Machine. — СПб., 1822
- О молитве за умерших Архивная копия от 4 мая 2018 на Wayback Machine. — СПб., 1825[2]
- Октябрьский вечер в Санкт-Петербурге. — СПб., 1849

Скончался Тимофей Ферапонтович Никольский 16 (28) июля 1848 года в возрасте 60 лет в Санкт-Петербурге и похоронен на Волковском православном кладбище.

## Семья
Жена — Анастасия Фёдоровна, урождённая Воцкая. У них было 6 дочерей и 3 сына:
- Елизавета (1817—?)
- Капитолина (1818 — после 1841)
- Александра (1820—1857)
- Александр (1821—1876), священник
- Павел (1823—1905), коллежский советник, похоронен с отцом на Волковском кладбище[3]
- Константин (1824—1910), священник
- Елена (1827—?), замужем за священником М. Я. Морошкиным
- София (1828 — после 1853), с 25 января 1853 года была замужем за священником Д. И. Флоринским (1827—1888); их сын Тимофей стал заслуженныи профессором киевского университета Св. Владимира
- Антонина (1836—?)

## Награды
- фиолетовая камилавка (13.08.1821), наперсный крест (24.02.1831), палица (09.05.1844)
- орден Св. Анны 3-й ст. (21.01.1833)
- орден Св. Анны 2-й ст. (08.04.1836); императорская корона к ордену (1843)
- Орден Св. Владимира 3-й степени (1848)

Он был внесён в третью часть Санкт-Петербургской дворянской родословной книги (дворянская грамота от 22 ноября 1840 года).